# ليونيل تايلور
ليونيل تايلور (بالإنجليزية: Lionel Taylor)‏ هو لاعب كرة قدم أمريكية أمريكي، ولد في 15 أغسطس 1935 في كانساس سيتي في الولايات المتحدة.

## وصلات خارجية
- ليونيل تايلور على موقع مرجع كرة القدم المحترفة.كوم (الإنجليزية)
- ليونيل تايلور على موقع قاعة نيو مكسيكو للمشاهير الرياضية (الإنجليزية)
- ليونيل تايلور على موقع قاعة كولورادو للمشاهير الرياضية (الإنجليزية)
- ليونيل تايلور على موقع الموسوعة البريطانية (الإنجليزية)